# スウィートホーム (ゲーム)
『スウィートホーム』は、1989年12月15日にカプコンから発売されたファミリーコンピュータ用のゲームソフト。同名の映画『スウィートホーム』をゲーム化した作品である。CMでは「スウィートホーム The Famicom」と紹介されていた。

## 概要
呪いの館に閉じ込められたテレビの取材班5人が力を合わせて館の中からの脱出を目指す、一人プレイ用ゲーム。ゲームをクリアするには様々な謎を解き、罠を回避し、モンスター（霊、クリーチャー）と戦っていき、館の主で今は亡き「間宮一郎」の妻である「間宮夫人」の霊の怒りを鎮める必要がある。
ジャンルは恐怖演出や緊張感のあるゲーム性が特徴のホラーゲームだが、基本となるシステムはロールプレイングゲームに近いものとなっている。

## ゲーム内容

### システム
本作には、他のゲームにはない独特のシステムが数多く搭載されている。ジャンルはコンピュータRPGだが、若干のアクション要素も存在する。
一般的なRPGには宿屋などの回復施設が存在するが、このゲームではそのような場所は一切ない。
各キャラクターにはデフォルトで名前が用意されているが、ゲーム開始時に名前を変更できる。名前は6文字までのひらがなで、濁点なども1文字扱いである。
マップは真上から見下ろす形であるが、四方の壁が見えるように壁面はデフォルメされて描かれている。また、上層・下層の概念があり、階段地形によって高低差を表現している。

### コマンド
交代（こうたい）
プレイヤーは常に5人のキャラクターのうち一人を操作する。操作しているキャラクターがパーティの先頭を歩く。パーティの人数の上限は3人であるため、必然的に2チーム以上に分かれることになる。基本的に戦闘では人数が多い方が有利だが、逆に単独行動の方が良い場合もある。
道具（どうぐ）
アイテムを使用する。
話す（はなす）
仲間たち、人々に話しかける。
仲間（なかま）
チームを組んだり、分かれたりする。上限は1チームで3人まで。仲間のピンチを救うのにも有効。
調べる（しらべる）
フレスコ画など、あらゆる物体を調べる。場面に応じて一枚絵が用意されているものも多数。
セーブ（せーぶ）
セーブファイルは1つだけであるが、場所、時間、回数の制限は無い。一見すると便利に思えるが、使いどころを誤るとゲーム進行不可能、あるいはゲーム自体が不可能になるなど取り返しのつかない最悪の結果を招く。
ギブアップ（ぎぶあっぷ）
諦めない（あきらめない）
セーブした所からやり直す。
諦める（あきらめる）
ゲーム進行の手順を誤り、どうやっても先に進むことができなくなってしまった場合や、一からやり直したい場合にゲームを最初からやり直すコマンドである。
交換（こうかん）
現在持っているアイテムと落ちているアイテムを交換する。所持アイテムの空いている欄を選択した場合は、単にアイテムを入手する。他の仲間とアイテムの交換も可能。

### アイテム
本作では貨幣の概念は一切なく、店・自動販売機などは一切登場しない。最初から持っているアイテムは専用アイテムだけであり、その他のアイテムは全て現地調達（主に屋敷の内外で拾う）する必要がある。
アイテムはマップ上の様々な地点に置かれている。アイテムを拾うには、コマンド「交換」で行う。アイテムのある地点は、後に必要になるアイテムを置くための物置として使うこともできる（アイテムを持った仲間が死んだ場合も同様）。ただし、一度空白にした地点には二度と置くことができなくなる。
携帯できるアイテムの個数は限りがある。よって、状況に応じてアイテムを取捨選択する必要がある。仲間の人数が減ると、持てるアイテムの数も必然的に減ることになる。

#### 専用アイテム
5人のキャラクターは、各々が固有の専用アイテムを所持している。専用アイテムは何度でも使用できるが、交換や処分などは一切できない。専用アイテムと用途は以下のとおり。
- 和夫の「ライター」
館内の障害物であるロープ（封印のため）を取り除く、蛆虫（敵）を焼き払う、イベントで火をつけるなど。
- 秋子の「薬箱」
状態異常に陥ったキャラクターを治療する。秋子が行動不能状態でも、接触した状態で他の仲間に使ってもらうことが可能。
- 田口の「カメラ」
館内のフレスコ画に隠されているメッセージを読み取る。コウモリに対しても武器になる。
- アスカの「掃除機」
床のガラス片やフレスコ画のほこりを除去する。
- エミの「鍵」
「『鍵』のとびら」を開ける。

#### 通常アイテム
物語を進める上で必要なものや、プレイヤーをサポートする補助的な役割をするものがある。通常アイテムは一人につき最大2つまで持てる。通常とは違う用途でアイテムが必要になる場合もある。特定のアイテムは戦闘中に使うとダメージを与えられる場合があり、アイテムにより通用する敵が決まっている。
回復アイテム：くすりびん
チーム全員（フィールド上ではアイテムを持っている者が組んでいるパーティ全員、戦闘では参加しているメンバー全員）の体力と心の力を全回復する消耗品。このゲームで唯一の回復手段であるが、ゲームを通して入手できる数が限られている。
橋渡しアイテム
　崩落して通過できない通路に対して使用し、橋の役目をする。耐久力が設定されていて通過する度に消耗し、それを超えると突然壊れる。チームのメンバーが渡り切る前に破損してしまうと、メンバーが落下しかけてしまい、救助が間に合わないと死亡してしまう。
カギ
扉によってはエミのカギや針金では開けられず、専用の鍵が必要となる場合もある。
代用アイテム
仲間が死んだ場合や、仲間とはぐれた状態でいざという時に利用できない場合のために、専用アイテムの代わりとなる代用アイテムが用意されている。例えば、「掃除機」は「箒」で代用する。こちらも無制限に使用できる。
隠しアイテム
「形見の服」や「滑車」といった隠しアイテムがある。最初は表示されていない。

### 武器
入手方法は通常アイテムと同じだが、武器アイテムと通常アイテムの交換はできず、専用の装備枠がある。「たたかう」コマンドで直接攻撃に使う武器はナイフ、剣、斧、槍、鈍器（木刀やこん棒。鉄の棒も一応武器ではあるが、通常アイテムとして扱われる）、スキの6種類があって、武器の与えるダメージは生物系と霊系で異なる。なお、性別により装備できない武器もある。「つかう」による通常アイテムの特殊効果でも戦闘中に特定の敵にダメージを与えられる（例：「うじむし」に対して「ライター」、「どうのよろい」に対して「ロープ」、「どぐう」「すいしょうだま」は全敵キャラクターに有効など）。
なお、防具は存在せず、耐久力は各キャラクター毎に設定されている固定値によって決まる。メンバー内では田口が最も高く、エミが一番低い。

### 戦闘
間宮邸の中にはゾンビや幽霊などの悪霊・クリーチャーが多数潜んでおり、訪れた者たちに襲い掛かってくる。全ての敵に画像が用意されていて、大きなものでは96×96ドットになる。同時に戦闘する敵は必ず1体だけである（コウモリ、うじむしなどの集合体も1体と扱われる）。

#### ランダムエンカウント
操作キャラクターがマップ上を一定歩数歩くと戦闘に突入する。歩数はセーブデータにも記録されるため、セーブ・ロードでエンカウント自体を回避することはできない。遭遇する敵の種類は場所と乱数（非表示）で決まる。

#### 固定敵
場所によってはシンボルエンカウント方式が取られている敵もいる。中には「銅の鎧」や「コウモリ」など、こちらに近づいてくる敵もいるが、動きは速くはないので振り切ることも可能である。また、別エリアまでは追ってこない。配置されている敵と遭遇した場合、逃走コマンドは確実に失敗する。エンカウント敵と固定敵の両方が混在する場所もある。一度倒すと二度と現われないものと、何度でも復活するものがいる。

#### 戦闘方式と行動順
戦闘はターン方式である。仲間の並び順に行動を決定し、同じ順で攻撃などの行動を行う。敵はプレイヤーチームの行動後（ターンの最後）に行動する。
呼ぶ
戦闘に参加するメンバーは現在のチーム（1〜3人）だが、他のチームのキャラクターを呼ぶことで最大5人まで戦闘に参加できる。
呼ぶと操作が他のチームに切り替わり、戦闘場所に向かわせて制限時間内に戦闘中のチームに合流できれば戦闘に加わることができる。「呼ぶ」コマンドは何度でも使用することができる。敵の攻撃は、駆けつけたばかりの仲間に行く場合がある。
呼ばれて駆けつける場合の移動の最中は、道具を使う・交換以外のコマンドは使えない。また、他の敵とエンカウントしないという違いがある。ただし、その間も固定敵には捕まり、戦闘が終わってから固定敵との戦闘が開始される。
一旦逃げたキャラクターを呼ぶこともできる。

#### 敵キャラクター
敵は生物系と霊体系の2つに分類される。最も大きな違いは、武器毎に設定されている「対生物系」と「対霊体系」に対する耐性である。
攻撃の種類は殴る・飛び掛るなどでダメージを与えてくる通常攻撃、毒や呪いなどにする状態異常、その他に仲間を掴んで盾にしたり（この場合は心の力で対処）、風を吹かせて仲間一人を遠くへ飛ばす攻撃などがある。
戦闘に勝利した際に得られるのは経験値だけであり、アイテムは全く落とさない。経験値は参加している者だけに与えられる。当然、強大な敵ほど得られる経験値が多い。

### 死
『スウィートホーム』がホラーゲームとして大きな評価を得ている要因の1つが、「一度死んだキャラクターは絶対に生き返らない」という仕様である。仲間が1人死ぬと、その仲間が担っていた役割を他のキャラクターが補わなくてはならないという問題が発生する。具体的には戦闘に使用できるキャラクターが減るため必然的に苦戦させられることになり、チームで携帯できるアイテム個数も減る。さらに、キャラクター固有の専用アイテムが使えなくなるので代用品を調達・携帯しなくてはならないため、アイテム欄を圧迫してしまう。
このため、完全に進行不可能となった場合に選択する「ギブアップ・あきらめる」というコマンドが存在する。常に死と隣り合わせの状況が、本作の恐怖の要素の一つになっている。

### 心の力
5人のプレイヤーキャラクターは、それぞれ「こころのちから」を消費することで戦闘で大ダメージを与えたり、イベントを進行することができる。また、仲間が敵に捕まり盾にされた時、仲間を救出することもできる。救出しないで敵を攻撃し続けると、盾にされた仲間がダメージを受けてしまう。戦闘以外でも、物語を進行させるために「こころのちから」を使用しなければならないイベントが存在する。ポルターガイスト（後述）を打破する場合にも使われる。こころのちからの使用量は、自動的に増減するゲージを見てタイミングを見計らって決定する。
位置づけはRPGで言うMPに相当し、回復アイテムのくすりびんか、とある隠しアイテムを使用しなければ回復はできない。

### 罠
マップ上の特定のポイントで待ち構えている。
ポルターガイスト現象
館内を歩いていると突然椅子やシャンデリアなどが襲い掛かり、回避行動の選択を迫られることがある。素早く選択することによって回避率は高くなる。心の力でも粉砕できる。避けられなかった時は先頭のキャラクターがダメージを受ける。
ダメージ地形
体力を削られて行く地形。炎、いばら、ゾンビ地帯などがある。ダメージを受けるのは歩数毎ではなく、一定時間毎である。なお、カウント時間はキャラクター毎に用意されており、足を踏み入れた瞬間にダメージ、さらに一定時間毎にダメージとなっており、ダメージ地形に居続けるよりも出入りを繰り返す方がダメージが大きい。特定のアイテムでその地形を消したり、ダメージを無効化することができる。
落とし穴
動けなくなりHPが削られていく。突然床が割れる場合や、ボロボロの板が破損して落下する場合などがある。
ダーク
電気が通っていない場所は闇に包まれている。視界を確保するにはアイテム「ローソク」が必要。ただしローソクによって表示できる範囲は周囲2マスの真四角、つまり本人を含め25マスしかないため、視界が著しく制限される。暗闇の状態では入れない部屋もある。
大岩
近くにいるメンバーを感知して転がってくる。一度転がると二度と現れない。
粘着床
連続して歩き続けると動けなくなる（安全靴を持っていると平気）。仲間が助けることで再び歩けるようになる。
流れ落ち
水流、氷、流砂など、一方向に流される地形。流されるとチームが分断される。一部の地形はピッケルを使うことによって流れに逆らって進むことができる。
人魂、幽霊
触れた仲間（一体につき一人）を別の場所へ連れ去る。連れ去る場所は出現する部屋によって異なり、特にダメージなどはない。
主な種類に、まっすぐ移動するだけのタイプ（画面上では左向き）、プレイヤーを追跡してくるタイプが存在する。
その他
暗闇の中で大岩が転がってきたり、ダメージ地帯に追いやられる複合罠、飲み込まれると一定時間で死亡する砂地獄などがある。

### ゲームオーバー
以下の要因により、パーティメンバー全員が行動不能の状態に陥った時点でゲームオーバーとなる。
- 戦闘・状態異常・トラップによってHPが0になり死亡する。
- 他の仲間に助け出されるまで身動きできなくなるトラップに引っかかる。
- 状態異常により身動きが一切取れなくなる。

## 設定

### ストーリー
フレスコ画家である間宮一郎は多くの絵を館に遺し、この世を去った。それから30年、テレビ局の取材班である星野和夫、早川秋子、田口亮、アスカ、和夫の娘のエミの5人は間宮一郎の幻のフレスコ画の撮影のため、山中の館を訪れる。呪われていると言われている館に足を踏み入れたが、5人は間宮夫人の霊の怒りを買い、館に閉じ込められてしまう。5人は館から脱出するために館の内部へと踏み込んでいく。

### 映画版とゲーム版の相違点
本作は前述の通り映画『スウィートホーム』をゲーム化したものであり、共通点や相違点が数多く見られる。

#### 共通点
登場人物
和夫一行、山村、間宮夫人などの主要人物および間宮家の荒廃した原因が共通している。ただし和夫一行に関しては映画版とは異なり、仲間内での人間関係などの描写は特にない。ゲーム終盤に登場する和夫一行に容姿が酷似した「○○のれい」という5体の敵は、映画版のキャストの顔をモチーフにしている。
イベント
映画での、「掃除機でフレスコ画のほこりを除去する」「スライド」「発電機をガソリンで立ち上げる」「間宮夫人との戦い」など様々な描写が、ゲームの行動・イベントにも反映されている。

#### 相違点
時間
映画版では日中と夜とで間宮邸の環境が異なるが、ゲーム版では一切変わらない。
屋敷
映画では和夫一行と山村以外に間宮邸に侵入する者はいないが、ゲームでは和夫ら一行に先んじて館に潜入した先発隊や、閉じ込められた館の使用人がいる。
またゲーム版でのフレスコ画は映画と異なり、進行に関わるメッセージが隠されている。
主人公たちの目的
ゲームではオープニングでいきなり退路を絶たれ、屋敷内から脱出することが目的となる。
映画では、間宮夫人の亡霊が目覚めて以降その霊力が及ぶ危険エリアはあるものの、屋敷の出入りは原則として自由である。後半で間宮夫人に戦いを挑む目的はあくまでも、ある理由で夫人の亡霊に気に入られ、屋敷の奥に連れ去られてしまったエミの救出である。
仲間
映画では2人が命を落とすが、ゲームはマルチエンディング方式を採用しており5人全員の生還も可能である。逆に一人だけの生還も可能。
供養塔
映画では田口の軽率な行動により供養塔が荒らされるが、ゲームでは誰が荒らしたのかは不明であり、少なくとも和夫一行ではない。
また映画での供養塔は石を積み重ねただけの簡素なもので、田口が蹴りつけたことによって崩れるほどのもろさであり、「塔」と呼べるような代物ではない。ゲームでは湖に囲まれた、簡単には辿り着けない場所において「ある者の墓」としての意味を持ち、相応のアイテムと心の力を使わないと崩れない。
山村の正体
映画版、ゲーム版ともに謎の人物として登場している。
山村と間宮邸の関係について、映画ではさらわれたエミを助けに行こうとする和夫を引き留めた際、「あなたに屋敷に戻るなと命令される権利はない」と和夫に問われ、「いや、権利はある」と答えており、間宮邸との関わりを仄めかしているが、そのほかに明確な描写はない。
いっぽうゲームには、直接的には最後まで明確にはされないが、山村が間宮一郎本人であるとほのめかすような描写が幾つかある。フレスコ画の扱い方と間宮夫人への対処法を述べるセリフなどがそれである（ただし最初の部屋に一郎が書いた「フレスコをカメラで写せ」との書置きがあり、その中に夫人を鎮める4つのアイテムについての記述があること、さらには山村とは別の犠牲者がその4つのアイテムを使用する順番を「やまむら」宛てに発言するシーンがある）。エンディングでは最後に現れる館の元使用人が山村が事件に深く関わっていると取れる内容のセリフを発した後、プレイヤーキャラクターが正体に感づいたような受け答えをし、山村が間宮夫人と非常に近しい関係にある者と取れる演出がなされている。
モンスター
映画版では間宮夫人や、田口の身を焼いたりアスカを執拗に追跡する影以外に主人公たちを脅かす存在は登場しない。ゲームでは多くの生物や霊が、いわゆる「モンスター」として登場する。
持ち物
映画内で用いられたカメラや掃除機は、ゲームでもプレイヤーキャラクター各人の携行品として登場する。ただし撮影機材のライトは、ゲームでは懐中電灯として扱われている。また鍵は、役所で手に入れたひとつのみの映画に対し、ゲームではエミがはじめから持っているものも含め複数存在する（オープニングで和夫が門を開ける鍵は役所で手に入れたものと考えられる）。なお、鉄の鍵で開く鉄格子も映画から踏襲。映画に出てくる大きな斧も武器として登場する。

### 後の作品への継承
本作の独自の仕様は後の作品にも大きな影響を与え、特に共通のスタッフが参加した同社のホラーゲーム『バイオハザード』には以下のような共通点が見られる。
限られたアイテム
HPの回復に使用するアイテムの入手数が制限されている点が共通している。『バイオハザード』ではセーブ回数や武器となる弾薬の数も限られている。
ドア
ドアを開けて別の部屋へ移動する際の演出が派生している。本作ではドアごとのグラフィックの違いはないが、『バイオハザード』ではドアごとにグラフィックが異なり、階段の昇降にも応用されている。
アイテムの所持数
持ち歩ける上限が厳しいという点が共通している。ただし、置き場所が改善され収納する場所が用意された。
『バイオハザードシリーズ』（1996年 - ）の中でも『アウトブレイク』（2003年）に関しては、キャラクター毎の専用アイテムの存在・アイテムの取捨に関する仕様など、より共通点が多い。

## 登場人物

### プレイヤーキャラクター
星野和夫（ほしの かずお）
プロデューサー。
早川秋子（はやかわ あきこ）
ディレクター。
田口 亮（たぐち りょう）
カメラマン。
アスカ
レポーター。
星野エミ（ほしの エミ）
和夫の娘。

### 物語上重要な登場人物
間宮一郎
フレスコ画家で間宮邸の主。間宮夫人が亡霊となって蘇った後、行方不明となる。映画版とは異なり、30年前の容姿が判明するシーンがある。
間宮夫人
本作のラストボス。過去に子供を不慮の事故で亡くし、自らも命を絶つ。静かに眠っていた筈だったが、何者かに「供養塔」を荒らされたことで、怨霊となって蘇る。ある物を探し当てる為に長い間、屋敷内を彷徨っているらしい。
山村健一（やまむら）
間宮家の秘密を詳しく知っており、主人公たちに協力してくれるが謎も多い人物。
先行者
和夫たちよりも先にやってきて、屋敷を探索している人物たち。各所で彼らが残したメモなどの痕跡や、重傷を負いながらも生き延びている者、既に息絶えた者の亡霊から情報を得ることができる。
たかし、けんじ、えつこ、しょうご
パーティーを組んで行動している先行者たち。パーティー内の連絡用として書置きを多く残しており、各所で名前を見ることができる。
使用人
かつて間宮夫妻に仕えていたが、脱出もできず、外部との連絡も途絶え、間宮邸内に取り残された。既に罠や悪霊の犠牲となってしまっている者も多いが、中には生存者もおり、情報提供をしてくれる。

## 開発
本作の開発に携わった藤原得郎によると、それまでアーケードゲームを専門に担当していた藤原は、家庭用ゲーム機の表現の限界を感じていたが、逆にインカムや時間の制限を取り除いた面にメリットを見出し、オリジナルの企画を検討していた。そこに、映画『スウィートホーム』とのタイアップの話が持ち上がり、検討していた案を使用することを決定する。
ゲーム制作にあたって、映画版の監督である黒沢清からは原作通りでなくてもよいとの申し出があったが、藤原は映画や撮影所を見学することでエッセンスを学び、すでに構想のあったシステムと映画の要素を上手く融合させることを検討したと語っている。また、アイテムとして出したい物が映画の世界観に合わないため没にしたこともあるという。
「真のエンディング」に関しては、映画版がハッピーエンドでないことから採用したといい、藤原自身は「他人が作ったものならハッピーエンドが好きなんだけど、自分が作るとなぜかアンハッピーエンドになるんです」と語っている。

## 音楽
サウンドトラック
- 『スウィートホーム』（1989年12月15日、ポニーキャニオン）

音楽：アルフ・ライラ・ワ・ライラ。サイトロン・レーベルのG.S.M.1500シリーズとして発売。ファミリーコンピュータの音源を完全にCD化したものではないが、エンディング曲が完全に収録されているなどの要素がある。

## スタッフ
- プロデューサー：伊丹十三
- プランナー：HATCHAN、TOMO（貞本友思）
- キャラクター：STEP.M、FISHMAN（松村ひろのり）、TAKEPONG、LINDA、BANDY（ばんどうえりこ）、SAKASA BAMBI、HAMAMURA HAMAO
- プログラマー：M30（篠原雅嗣）、TWILIGHT
- 音楽：GON（民谷淳子）
- シナリオ：プロビット、HATCHAN
- スペシャル・サンクス：ARTHUR KING（藤原得郎）
- スーパーバイザー：黒沢清

## 評価
ゲーム誌『ファミコン通信』のクロスレビューでは合計28点（満40点）、『ファミリーコンピュータMagazine』の読者投票による「ゲーム通信簿」では以下の通り、19.72点（満30点）となっている。また、同雑誌1991年5月10日号特別付録の「ファミコンロムカセット オールカタログ」では、「呪われた屋敷から脱出するという、アドベンチャー的なRPGだ」、「各部屋には、罠・謎・ヒントになるメッセージ・武器・アイテム等が隠されており、目的達成のために、プレイヤーはかなりの思考力が要求される」、「死んでしまった仲間が生き返らない等々、全体的にシビアなのが印象的な作品だ」と紹介されている。
| 項目 | キャラクタ | 音楽 | 操作性 | 熱中度 | お買得度 | オリジナリティ | 総合  |
| 得点 | 3.31       | 3.55 | 3.04   | 3.28   | 3.10     | 3.44           | 19.72 |

- ゲーム誌『ユーゲー』では、「のちに『バイオハザード』に携わるスタッフがファミコン時代に残したホラーRPGの傑作」、「映像面での衝撃は薄いものの、閉塞感をあおるゲームシステムがひたすら秀逸」、「ロースペックのハンデをものともせず、ファミコンの手狭なキャンパスの上で鮮やかに『恐怖』を描いてみせた秀作である」と評している[6]。

- ゲーム誌『懐かしファミコンパーフェクトガイド』では「敵キャラやBGMが非常におどろおどろしく、操作キャラが死んだ様子が明確に表示されるなど、ファミコンという低性能なハードを使用しながらも恐怖感を煽る演出が非常に秀逸」と評している[3]。

## 関連作品

### ゲームブック
- タイトルは『スウィートホーム 魔性の棲む館』（スウィートホーム ましょうのすむやかた）。尾崎克之著。双葉社のファミコン冒険ゲームブックシリーズとして発売。

### 攻略本
- スウィートホーム 必勝攻略法（1990年1月12日発行、双葉社、ファイティングスタジオ、ISBN 4-575-15154-8）

### 影響を与えた作品
- バイオハザードシリーズ - 同じカプコンから発売されているシリーズ。1作目となる『バイオハザード』は『スウィートホーム』の仕組みを活かした新しいホラーゲームとして考え出された[7]。